# Glenea algebraica
Glenea algebraica là một loài bọ cánh cứng trong họ Cerambycidae.